# Complex Variables and Elliptic Equations
Complex Variables and Elliptic Equations is een internationaal, aan collegiale toetsing onderworpen wetenschappelijk tijdschrift op het gebied van de wiskunde. De naam wordt in literatuurverwijzingen meestal afgekort tot Complex Var. Elliptic. Het wordt uitgegeven door Taylor & Francis en verschijnt 12 keer per jaar. Van 1982 tot 2005 verscheen het onder de naam Complex Variables, Theory and Application: An International Journal.